# Jon Conway
 Jon Conway (Media, Pensilvania, Estados Unidos; 6 de mayo de 1977) es un futbolista estadounidense retirado. Jugó de portero y actualmente es entrenador de porteros en el Toronto FC de la MLS.

## Inicios
Conway empezó su carrera futbolística con la Universidad de Rutgers en 1996, donde permanece hasta 1999.

## Fútbol Profesional
Tras su paso colegial, Conway fue fichado por San José Earthquakes de Major League Soccer en el 2000. En sus seis temporadas con el club de San José, Conway fue portero suplente, participando en 18 partidos de liga y en los partidos de US Open Cup. Durante este tiempo San José fue campeón de la MLS en dos ocasiones. En el 2006 fue fichado por el Red Bull New York, donde durante dos temporadas alternó la titularidad con jugadores como Tony Meola y Ronald Waterreus. En el 2008 se convirtió en titular indiscutible del club de la Red Bull. Tras una gran temporada, Conway fue suspendido durante la temporada 2008 con 10 partidos por consumir productos prohibidos según la Major League Soccer.

## Clubes

### Como jugador
| Club                         | País           | Año       |
| ---------------------------- | -------------- | --------- |
| San Jose Earthquakes         | Estados Unidos | 2000-2005 |
| San Francisco Seals (Cesión) | Estados Unidos | 2000      |
| New York Red Bulls           | Estados Unidos | 2006-2009 |
| Chivas USA                   | Estados Unidos | 2009      |
| Toronto FC                   | Canadá         | 2010      |
| Chicago Fire                 | Estados Unidos | 2011      |